# Wolfgang Glaesser
Wolfgang Glaesser (* 9. September 1908 in Breslau; † 26. September 1973 in Bonn) war ein deutscher Politiker (FDP).

## Leben
Wolfgang Glaesser war ein Sohn des Schauspielers Ernst Glaesser und der Schauspielerin Betty Worms. 
Glaesser wurde 1934 an der Universität Leipzig in Rechtswissenschaft promoviert und im selben Jahr aus dem Staatsdienst entlassen. Er emigrierte in die Tschechoslowakei und anschließend nach Österreich und wurde 1936 im Deutschen Reich ausgebürgert. Nach dem Anschluss Österreichs 1938 floh er in die Schweiz. Dort war er bis 1950 u. a. Mitarbeiter der Neuen Zürcher Zeitung, Vorsitzender der Liberaldemokratischen Vereinigung der Deutschen in der Schweiz und geschäftsführender Vorsitzender der „Arbeitsgemeinschaft Demokratisches Deutschland“. Er gab 1945 zusammen mit dem früheren Reichskanzler Joseph Wirth die Schrift „Das Demokratische Deutschland“ heraus. 
1948 war Glaesser Gründungsmitglied der FDP auf Bundesebene und von 1949 bis 1951 Mitglied im Bundesvorstand der Partei.
Glaesser war von 1950 bis zu seinem Tod 1973 Mitarbeiter im Bundespresseamt. Er leitete dort von 1951 bis 1963 die Abteilung Inland, danach von 1963 bis 1966 die Abteilung Information und war seit 1966 Abteilungsleiter zur besonderen Verfügung.

## Schriften
- Indiskretionstatbestand, Wahrnehmung berechtigter öffentlicher Interessen sowie die Einführung eines Feststellungsverfahrens im Rahmen des Ehrenschutzes in der deutschen Strafrechtsreform, Trier 1934 (zugl. jur. Diss., Univ. Leipzig, 1934).
- (Hrsg. gemeinsam mit Joseph Wirth): Das Demokratische Deutschland. Grundsätze und Richtlinien für den deutschen Wiederaufbau im demokratischen, republikanischen, föderalistischen und genossenschaftlichen Sinne, hrsg. von der Arbeitsgemeinschaft Demokratisches Deutschland, Haupt, Bern 1945.